# Vila Allnoch
Vila Allnoch je zgrada u mjestu i općini, Samobor. Zaštićeno je kulturno dobro.

## Opis
Slobodnostojeća jednokatnica, tlocrtne L forme, duljim je krilom položena duž Starogradske ulice. Ulično krilo sagrađeno je tijekom prve polovine 19. st. o čemu svjedoče pročeljni elementi klasicističke provenijencije, dok je stražnje perivojno krilo dograđeno krajem 19. st. Vila je imala perivoj koji je očuvan samo u tragovima. Glavno je krilo organizirano na način da središnji ulazni hodnik flankiraju prostorije prizemlja. Stubište, u stražnjem dijelu kuće, vodi na kat koji je koncipiran nizom amfiladno vezanih prostorija s orijentacijom na ulicu. Dio stražnjeg perimetralnog zida je početkom 20. st. ostakljen uz pomoć vrijedne željezne konstrukcije dekorirane secesijskim motivima.

## Zaštita
Pod oznakom Z-4669 zavedena je kao nepokretno kulturno dobro - pojedinačno, pravna statusa zaštićena kulturnog dobra, klasificirano kao "profana graditeljska baština".